# بينينو أكينو
بنينو سيميون «نينوي» اكينو جونيور (27 نوفمبر 1932 - 21 أغسطس 1983) كان عضواً في مجلس الشيوخ الفلبيني والحاكم السابق لتارلاك. شكل أكينو، جنبا إلى جنب مع جيري روكساس وجوفيتو سالونغا، قيادة المعارضة لحكومة الرئيس فرديناند ماركوس.

بعد فترة وجيزة من فرض الأحكام العرفية ، ألقي القبض عليه في عام 1973 جنبا إلى جنب مع معارضين آخرين وسجن لمدة سبع سنوات. سمح لأكينو للسفر إلى الولايات المتحدة لتلقي العلاج الطبي إثر إصابته بأزمة قلبية. وقد اغتيل في مطار مانيلا الدولي في عام 1983 عند عودته من منفاه الذي فرضه على نفسه. بعد وفاته قفزت أرملته كورازون أكينو، إلى دائرة الضوء السياسي، ودفعتها لخوض معركة انتخابات الرئاسة المبكرة في عام 1986 بصفتها عضوا في الحزب اليونيدو.

## سيرته

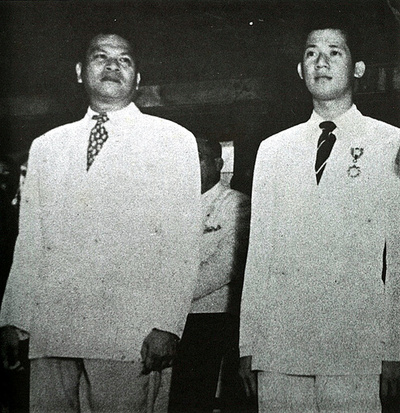
بينينو أكينو (يمين) مع الرئيس الفليبيني رومان ماجسايساي في أغسطس سنة 1951م.

وُلِد بنينو سيميون أكينو الابن يوم 27 من شهر نوفمبر سنة 1932م، في تارلاك في جزيرة لوزون بشمالي الفلبين ، وكان والده سياسياً ومن ملاك الأراضي. وأطلق أصدقاء بنينيو عليه اسم نينوي، عمل بالصحافة عندما كان عمره 17 عاماً في بداية حياته.
وفي عام 1950م أصبح مراسلاً أجنبياً لصحيفة مانيلا تايمز، يرسل تقاريره عن حملة القوات الفلبينية في كوريا .وفي عام 1954م تزوج من كورازون كوجوانغسو ابنة أحد ملاك الأراضي الموسرين في تارلاك. وعندما بلغ سن 22 عاماً، انتخب عمدة للمدينة، وفي عام 1959م صار نائباً لحاكم إقليم تارلاك، وبعد سنتين صار حاكماً لإقليم تارلاك في عام 1961م.

## نشاطه السياسي
عندما حل عام 1966م، انتخب أميناً عاماً للحزب الليبرالي، وفي العام التالي تم انتخابه عضواً في مجلس الشيوخ الفلبيني في عام 1967م، حيث أصبح المنافس الرئيسي للرئيس فيرديناند ماركوس .

صعد نجمه بشكل مدهش، فقد كان أصغر فليبيني يصبح عمدة، وحاكم مقاطعة وسيناتوراً، واستمرّت شعبيته في الصعود خلال وجوده في المجلس النيابي .

## سجنه
لم يكن في نية الفريق ماركوس أن يتنحى عن الحكم، فأعلن الأحكام العرفية يوم 23 من شهر سبتمبر عام 1972م، وأعلن نفسه حاكماً عاماً عسكرياً فتم اعتقال أكينو، وأُلقي في السجن بتهم ملفقة لا حصر لها، مثل القتل ، والاغتصاب ، وحيازة أسلحة بشكل غير قانوني، وغيرها .

وبقي سجيناً ثماني سنوات، وحُكم عليه بالإعدام في عام 1977م، لم يكن ماركوس يريد إعدام أكينو، وإنما مجرد إحاطته بجو من الرعب وخطر حبل المشنقة ...

وعلى مدى سبع سنوات، ظل أكينو في سجن انفرادي ، فيما ظلت الاتصالات قائمة بين الرجلين، وبخاصة أنهما كانا صديقين أيام الدراسة الجامعية . 

لقد قال ماركوس يوماً لاكينو قبل سجنه : ها قد حققت مكاناً لك في التاريخ، أما أنا فلا زلت أكافح كي أحقق مكاني ... 

أثناء رحلته الجوية الأخيرة عائداً إلى الفلبين ، قال أكينو للصحفيين من مجلة تايم : سألني ماركوس أربع مرات : 

يا أخي .. ماذا ستفعل لو أطلقت سراحك وأفرجت عنك غداً ؟ فقلت له : 

لا أعرف ... فقد وضعتني في زنزانة وقطعت عني وسائل الاتصال بالعالم خارج جدران السجن .. لم اقرأ صحيفة واحدة منذ خمس سنوات .. والآن، إن كان الشعب سعيداً، سأذهب إلى بيتي وأتقاعد ...

ولكن إن كان الشعب غير سعيد .. فلن تحزر ما سأفعل . ولذلك ؛ إذا كنت تعرف أنك تصرفت بشكل جيد .. أطلق سراحي، وإذا كان العكس، فلا تطلق سراحي .. لان وضعك سيزداد سوءاً ..

حاول ماركوس مراراً أن يقنع أكينو بالإقلاع عن المعارضة وأن يتحول إلى مواطن صالح ولا يعمل ضد الاستقرار والأمن والوحدة الوطنية في الفليبين، وظل أكينو يرفض التعهد له بذلك، وبالتالي يرفض الفريق ماركوس إطلاق سراحه ...

## مرضه وخروجه من السجن
أصيب أكينو بمرض في القلب، وطلب الرئيس الأمريكي جيمي كارتر من ماركوس السماح للسيناتور السجين بالقدوم إلى الولايات المتحدة الأمريكية بغرض العلاج، ووجد ماركوس في ذلك حلاً ممتازاً، وسيخرج غريمه إلى المنفى ... وهكذا أطلق سراح أكينو من السجن الحربي عام 1980م، ورحل مع أسرته إلى بوسطن في ماساتشوستس ، وهناك أجريت له عملية جراحية في القلب .

## إقامته في الولايات المتحدة الأمريكية
أقامت العائلة ثلاث سنوات في الولايات المتحدة الأمريكية ، بينما ازدادت الأحوال في الفليبين سوءاً، ورحلت حكومة جيمي كارتر التي تنادي بحقوق الإنسان، وجاءت حكومة رونالد ريغان التي ركزت على عداء الشيوعية ، وبالتالي تحسنت العلاقة بين واشنطن ومانيلا ، وتزايد سحق حقوق الإنسان في الفليبين .
رفعت الأحكام العرفية عام 1981م، وأعيد انتخاب الفريق ماركوس في انتخابات مزورة، وشعر أكينو بالقلق بسبب العلاقة بين ماركوس وريغان، وبسبب قيام نائب الرئيس جورج بوش بزيارة إلى مانيلا عام 1983م، أي بعد تسع سنوات من تعليق ماركوس للقوانين الديمقراطية .. ومع ذلك قال بوش لماركوس : 

اننا نعشق التزامك الحقيقي بالمبادئ الديمقراطية ...

## عودته إلى الفليبين واغتياله
رأى أكينو وجوب الاهتمام بالانتخابات النيابية القادمة، ولن يتمكن المعتدلون من الفوز دون وجود بينهم كي يقودهم. وهكذا، وفي ربيع عام 1983م، قرر أكينو العودة إلى مانيلا والدخول في بيت السبع ...و

جاءت إيميلدا ماركوس إلى نيويورك لتفاوض أكينو وتطلب منه عدم العودة، وقالت له : (هناك أشخاص موالون لنا ولا يمكن التحكم بتصرفاتهم) . كان ذلك تهديداً واضحاً تجاهله أكينو، بل واعتبره تحدّياً .

رفضت القنصلية الفليبينية في نيويورك أصدار جوازات سفر لأكينو أو عائلته، وأكّد أكينو على حقّه - كمواطن فلبيني - في العودة إلى الوطن .

اما أصدقاؤه في الفليبين فقد نصحوه أن لا يقوم بتلك الرحلة، فأجاب قائلاً :

( إنني ملتزم بالعودة .. وإذا كان قدري أن أُقتل، فليكن ذلك ..) وأعلن أنه سيحطّ على أرض الوطن يوم 7 من شهر اغسطس سنة 1983م، واشترى تذكرة من الخطوط الجوية اليابانية ، وهناك أكدت السلطات الفليبينية بانها ستلغي حقوق الهبوط لجميع طائرات الخطوط الجوية اليابانية إذا حملت على متنها أي راكب لا يحمل وثائق سفر رسمية .

هنا استعادت شركة الطيران اليابانية تذاكر السفر من أكينو .

قرّر أكينو العودة بأي شكل، وغادر أميركا يوم 14 من شهر اغسطس سنة 1983م مصحوباً بعدد من مؤيديه والصحافيين . وعلى مدى أسبوع كامل، تنقّل أكينو عبر سبع عواصم آسيوية، ووصل أخيراً إلى تايوان ، ومن هناك استقل طائرة تابعة للخطوط الجوية الصينية، وأعطى الشركة اسماً مستعاراً هو : بونيفاشيو، كما تظاهرت إحدى الصحفيات أنّها صديقته، واتخذ كل واحد من المرافقين صفة منتحلة لإخفاء هويته الحقيقة .

مع أجراءات التخفّي، بدأ في مانيلا وكأن الجميع يعلمون الموعد الدقيق لعودة أكينو، فقد تزيّنت مانيلا بالاشرطة الصفراء .. وتجمع عشرون ألفاً من المؤيدين في المطار، ومعهم أورورا والدة أكينو .

وغني عن الذكر أن قوات الشرطة السري تجمعت هناك وبذلت كل جهد ممكن لحجب الجماهير عن رؤية الطائرة لدى هبوطها على أرض المطار .

أخليت قاعات المطار وأقفلت، وسيطر الجيش على قيادة أمن الطيران، وراح الجنود مع بنادقهم ينتظرون وصوله .

داخل الطائرة، كان أكينو يرتدي بذة سفاري بيضاء، وارتدى رداءٌ مضاداً للرصاص ، بينما تهبط الطائرة وتّتجه نحو البوابة، وتقف أمام النفق الذي يستعمله الركاب لمغادرة الطائرة باتجاه قاعة المطار .

ظل أكينو في مقعده، وهو مقتنع أن الفريق فابيان فير سيصدر أوامر بالعودة، ولذلك عندما دخل الطائرة - عن طريق نفق الركاب - خمسة من رجال الأمن توقّع منهم أن يحاولوا منعه من مغادرة الطائرة .

أحاط الخمسة بأكينو عندما قام واقفاً، وبدل إرغامه على الجلوس في مقعده، أخذوه إلى مؤخرة الطائرة ، حيث فتح باب خلفي، ونُصب أمامه سلم حديدي، وقد دفع رجال الأمن بقية الركاب بعيداً عن ذلك الباب . ابتسم أكينو وهو يتحرّك باتجاه الباب ثم السلم .

على قمة السلم، وقف المزيد من رجال الأمن المسلّحين، ثم اقتربوا بحيث يحجبون أكينو عن الأنظار، وعندما اندفع الصحافيون لمعاينة ما يحدث، أُغلق باب الطائرة، وعندما حاولوا فتحه، منعهم اثنان من رجال الأمن .

بعد لحظة سمع الجميع صوت طلقة واحدة، وإذ أراد مصور تلفازي تصوير ما يحدث عبر نوافذ الطائرة، ضربه رجال الأمن ومنعوه من ذلك .

شاهد الناس أكينو متمدداً على الأرض ، ووجهه إلى الأسفل، بينما الدم يندفع من الجهة الخلفية لرأسه ... وإلى جانبه رجل آخر متمدداً، وكان رجال الأمن يطلقون عليه المزيد من الرصاص .

وبسرعة، اقتربت سيارة من سيارات الأمن الجوي ، ونقلت جثةأكينو .. فيما رجالها يطلقون النار في الهواء من بنادقهم .. لقد جرى كل ذلك خلال ثلاثين ثانية .

انتشر الخبر انتشار النار في الهشيم، وأعلنت وزارة الداخلية أن رجلاً أطلق النار على أكينو وأن رجال الأمن قتلوه فوراً بسبب جريمته .

## جنازته
بعد ثلاثة أيام، سارت جنازة بينينو أكينو عبر شوارع مانيلا، واستمرت عشر ساعات، من الكنيسة إلى المقبرة ، وقد صاحبها أكثر من مليون إنسان، وهم ينادون : الديمقراطية .. الحرية .. الثورة ..

كانت الطقوس بسيطة - حسب وصية القتيل - ورغم اعتراض وزارة الخارجية الفليبينية ، حضر الجنازة وفودة رسمية من اليابان وكندا وأستراليا والجماعة الأروبية، والسفير الأمريكي مايكل أرماكوست، ولم يحضر أحد من نظام ماركوس ، كما لم يحضر أي ممثل للولايات المتحدة الأمريكية على مستوى عالٍ .

ومع أن السيناتور الأمريكي مارك هاتفيلد كان موجوداً في العاصمة، فإنه لم يحضر الجنازة ، بل إنّه تناول طعام العشاء مع ماركوس تلك الليلة، فيما تجمع شباب فليبينيون خارج القصر الرئاسي وراحو يقرعون بأواني المطابخ وهم ينادون : قاتل .. قاتل ... وعندما سأل السيناتور عن سبب الضجة قال ماركوس :

إنهم شيوعيون محلّيون، واكتفى السيناتور بهذا الجواب .

## محاكمة قتلة بينينو أكينو
أجرى ماركوس تحقيقاً شكلياً برَّاً قوات الأمن من اغتيال زعيم المعارضة، وادَّعى أن ذلك الرجل تمكّن من التسلل وقتل بينينو أكينو، وعندما انتبه له رجال الأمن قتلوه .

وبدأت محاكمة سخيفة أصدرت قرارها يوم 12 من شهر ديسمبر سنة 1985م (بعد الحادث بأكثر من سنتين) وصورت العملية كأنها مجرد جريمة قتل عادية، وليست جريمة اغتيال سياسي مدبّر على أعلى المستويات في النظام الحاكم .

بعد ذلك أعلن عن انتخابات مبكرة في شهر فبراير سنة 1986م، وأعلنت كورازون أكينو (أرملة زعيم المعارضة القتيل) ترشيح نفسها في مقابل ماركوس، وأعلنت أنها ستقدّم ماركوس للمحاكمة .

## العواقب المباشرة لاغتيال بينينو أكينو

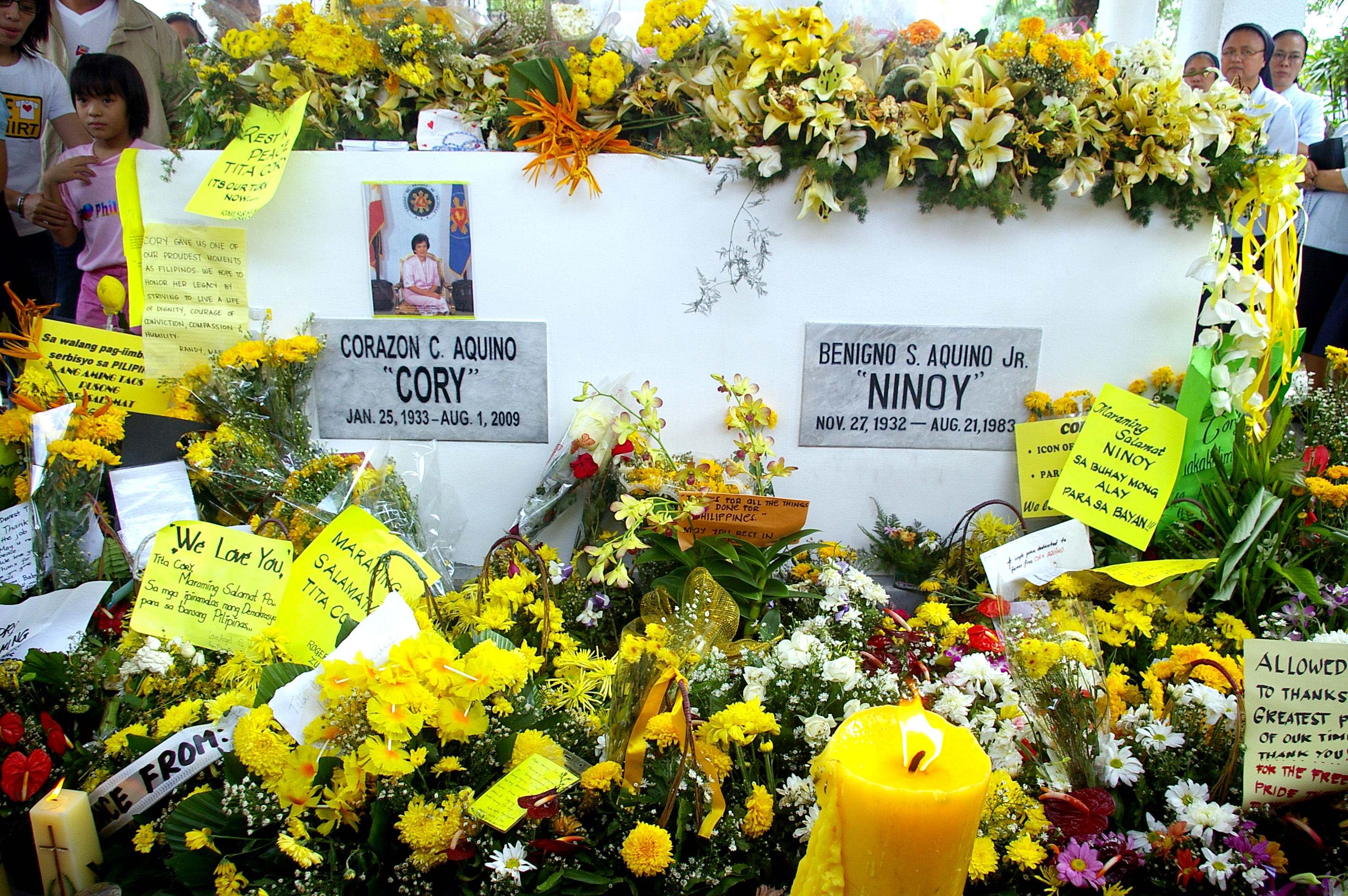
ضريح تجمع بينينو أكينو (يمين) ، وزوجته كورازون أكينو يسار في المنتزه العام في مانيلا.

كان واضحاً للجميع أن عملية الاغتيال تنقّلت أوامرها عبر سلسلة تنتهي عند ماركوس، والوحيد الذي تعامى عن ذلك رئيس الولايات المتحدة الأمريكية ، ومدير المخابرات المركزية الأمريكية وليام كيسي ، واستمر الرجلان في دعم ماركوس بعناد شديد، حتى بعد انتشار روائح تزوير انتخابات فبراير شباط سنة 1986م .

وفي النهاية أكّد عدد من أعضاء الكونغرس الأمريكي أن صناديق الانتخاب قد تم التلاعب بها، وسجّلت كاميرات التلفاز جثث رجال حملة أكينو الانتخابية مقتولين . 

هنا فهم ماركوس أن واشنطن قرّرت التخلّي عنه وإنهاء دوره .

تلا ذلك حصول انشقاق في القوات المسلّحة الفليبينية ، وأقرّت إدارة الرئيس الأمريكي ريغان بوجود صلة بين ماركوس واغتيال أكينو ، وهكذا سحبت واشنطن دعمها وتغطيتها لماركوس .

غادر ماركوس مانيلا 25 من شهر فبراير سنة 1986م وبصحبته زوجته إيميلدا والفريق فابيان فير ، باتجاه جزر هاواي .

## تولي زوجته كورازون أكينو
تسلّمت كورازون أكينو منصب رئاسة الفليبين ، وأمرت بإجراء محاكمة جديدة ، وفي يوم 28 من شهر أغسطس سنة 1990م حكم على 16 رجل بالسجن المؤبد .

لم تكن مهمة كورازون أكينو سهلة ، فقد واجهت أزمة دستورية ، ومحاولات انقلاب عسكرية ، ومشكلات اقتصادية وسياسية .

وعندما حلّ موعد الانتخابات الرئاسية التالية ، لم ترشح نفسها ، وصار فيدل راموس (وزير الدفاع) رئيساً جديداً للفليبين .

## روابط خارجية
- بينينو أكينو على موقع IMDb (الإنجليزية)
- بينينو أكينو على موقع الموسوعة البريطانية (الإنجليزية)
- بينينو أكينو على موقع مونزينجر (الألمانية)
- بينينو أكينو على موقع إن إن دي بي (الإنجليزية)